# El Kala
El Kala (àrab: القالة, al-Qāla; francès: La Calle, antigament) és un port d'Algèria situat a la wilaya d'El-Tarf, uns 90 km a l'est d'Annaba i 16 km a l'oest de la frontera tunisiana. Es tracta d'un punt clau per a la pesca de sardines i coral, tant per part d'Algèria com de Tunis. El port és petit i exposat als vents d'oest i nord-est. L'antiga ciutat fortificada, avui gairebé abandonada, està construïda sobre una península rocosa d'uns 400 metres de llarg, connectada amb la resta del continent gràcies a un banc de sorra. Després de l'ocupació d'El Kala per part dels francesos l'any 1836, una nova ciutat va créixer al llarg de la costa.